# 圣乔治昂库藏
圣乔治昂库藏（法語：Saint-Georges-en-Couzan，法語發音：[sɛ̃ ʒɔʁʒ ɑ̃ kuzɑ̃]）是法国卢瓦尔省的一个市镇，位于该省西部，属于蒙布里松区。

## 地理
圣乔治昂库藏（45°42'5"N, 3°55'52"E）面积23.64 平方千米，位于法国奥弗涅-罗讷-阿尔卑斯大区卢瓦尔省，该省份为法国中南部省份，北起顺时针与索恩-卢瓦尔省、罗讷省、伊泽尔省、阿尔代什省、上盧瓦爾省、多姆山省和阿列省接壤。
与圣乔治昂库藏接壤的市镇（或旧市镇、城区）包括：沙尔马泽勒-让萨尼耶尔、马尔库、帕洛尼厄、萨伊苏库藏、圣博内勒库罗、下圣瑞斯特、索万、特雷兰。

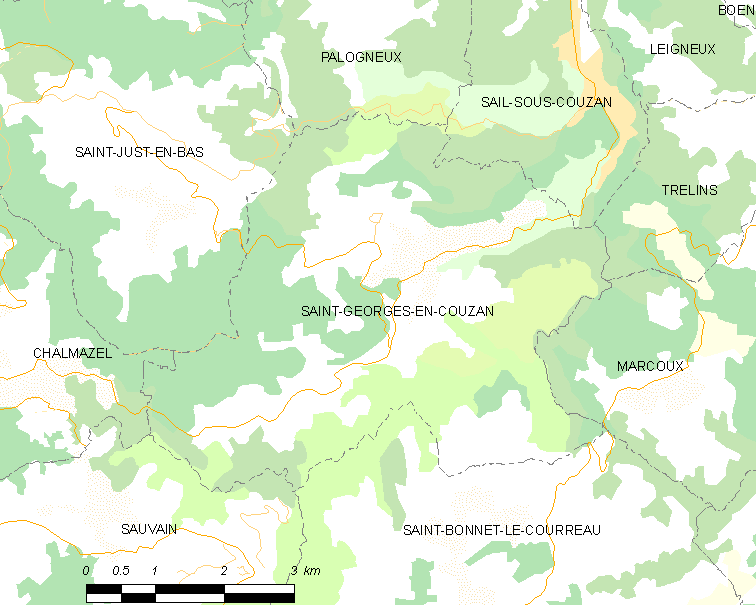
圣乔治昂库藏的OSM定位图

圣乔治昂库藏的时区为UTC+01:00、UTC+02:00（夏令时）。

## 行政
圣乔治昂库藏的邮政编码为42990，INSEE市镇编码为42227。

## 政治
圣乔治昂库藏所属的省级选区为利尼翁河畔博安县。

## 人口

1962-2008年间圣乔治昂库藏人口变化图示

圣乔治昂库藏于2022年1月1日时的人口数量为415人。

## 交通
卢瓦尔省省道D6线和D110线在境内交汇。